# Dinocarida
I dinocaridi (Dinocarida) sono un gruppo di animali estinti poco conosciuti, dalle incerte affinità. Il nome è stato proposto per una quantità di forme marine simili ad artropodi, note nel Cambriano inferiore e medio (520 – 505 milioni di anni fa).

## Descrizione
Il nome del gruppo deriva dalle parole greche “deinos” e “caris”, e significa “gamberi terribili”, a causa dell'aspetto vagamente “da crostaceo” di questi animali.
Si conoscono due sottogruppi, gli anomalocaridi e gli opabiniidi. La maggior parte dei dinocaridi aveva alcune paia di lobi adattati al nuoto (in genere una decina). Si pensa che questi lobi si muovessero su e giù per spostare l'animale in avanti. Molti dinocaridi erano predatori ed erano dotati di strutture per ghermire le prede in prossimità della bocca. Anomalocaris, Hurdia e Laggania, ad esempio, avevano due appendici appaiate dotate di spine, mentre Opabinia possedeva un'unica struttura tubolare, terminante in una sorta di chela.

## Tassonomia
La posizione sistematica dei dinocaridi è incerta: sembra che fossero imparentati con gli artropodi, ma è improbabile che costituissero il crown group degli artropodi propriamente detti. Alcuni tassonomisti li pongono in un phylum separato, mentre altri li considerano artropodi primitivi. Le recenti classificazioni, in ogni caso, li pongono insieme ad altre enigmatiche forme nel poco conosciuto phylum dei lobopodi (Lobopodia).

## Filogenesi
- Dinocarida
  -  ?Caryosyntrips serratus
  -  ?Cucumericrus decoratus
  - Anomalocarida
    -  ?Cassubia infercambriensis
    - Paranomalocaris multisegmentalis
    - Anomalocaris pennsylvanica
    - Anomalocarididae
      - Anomalocaris canadensis

    - Amplectobeluidae
      - Anomalocaris saron
      - Anomalocaris kunmingensis
      - Lyrarapax unguispinus
      - Amplectobelua stephenensis
      - Amplectobelua symbrachiata

    - Cetiocaridae
      - Tamisiocaris borealis
      - Anomalocaris briggsi

    - Hurdiidae
      - Aegirocassis benmoulae
      - Peytoia nathorsti
      - Schinderhannes bartelsi
      - Hurdia victoria
      - Stanleycaris hirpex